# Strelíciovité
Strelíciovité (Strelitziaceae) je čeleď jednoděložných rostlin z řádu zázvorníkotvaré (Zingiberales). Jsou to velké byliny nebo dřeviny s jednoduchými řapíkatými listy a květy ve velkých květenstvích s nápadnými listeny. Čeleď zahrnuje 7 druhů ve 3 rodech a je rozšířena v Jižní Americe, jižní Africe a na Madagaskaru.

## Popis
Jsou to středně vzrostlé až robustní vytrvalé byliny s oddenky nebo dřeviny podobné palmám. Listy jsou jednoduché, střídavé, dvouřadě uspořádané, řapíkaté, s listovými pochvami. Čepele jsou celokrajné, žilnatina je zpeřená (zpeřeně souběžná). Čepel se často později mezi žilkami trhá, proto se může zdát jako zpeřeně složená. Jsou to jednodomé rostliny s oboupohlavnými nebo jednopohlavnými květy. Květy jsou uspořádány ve složeném vrcholičnatém květenství. V nodech hlavní osy květenství vyrůstají menší monochasiální vrcholíky květů (vijany), někdy může být vijan pouze jeden. Vijany jsou podepřeny listeny, často velikými a nápadně zbarvenými, člunkovitého tvaru. Květy jsou nepravidelné, výrazně zygomorfické. Okvětních lístků je 6, které jsou nestejné. Vnější okvětní lístky jsou volné, boční lístky vnitřního kruhu navzájem srostlé a 3 člen je s nimi na bázi srostlý nebo je volný, kratší než boční. U rodu Strelitzia jsou 2 boční lístky vnitřního kruhu srostlé a výrazně asymetrické, vytváří protáhlý útvar šípovitého tvaru, který objímá nitky a čnělku. Fertilních tyčinek je 6 nebo 5, kdy šestá tyčinka je přeměněna na staminodium, nejsou petaloidní (nenapodobují korunu). Gyneceum je srostlé ze 3 plodolistů, je synkarpní, semeník je spodní. Plodem je tobolka, často dřevnatá. Semena mají většinou nápadně barevný a často chlupatý míšek (arillus).

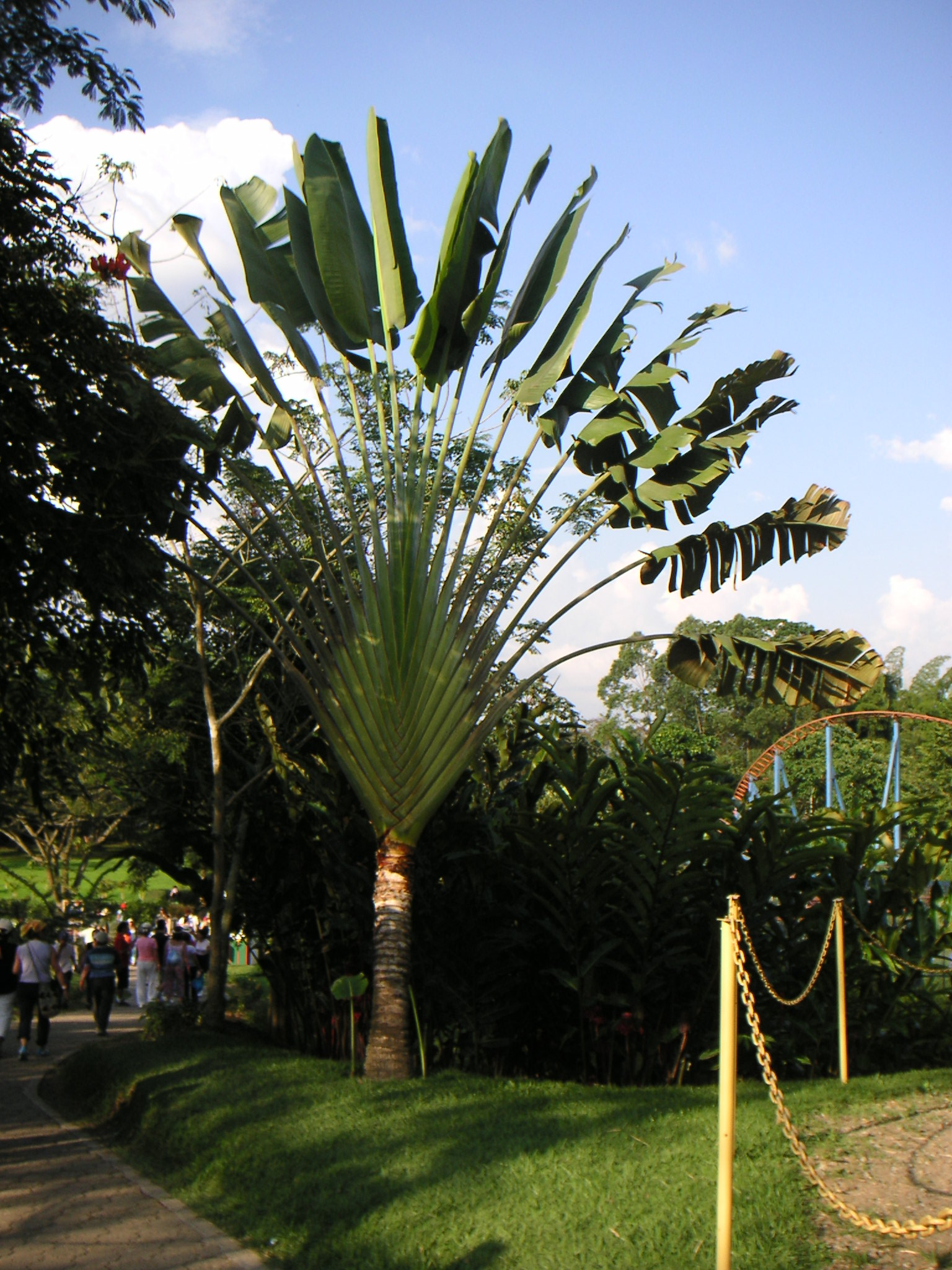
Ravenala madagascariensis
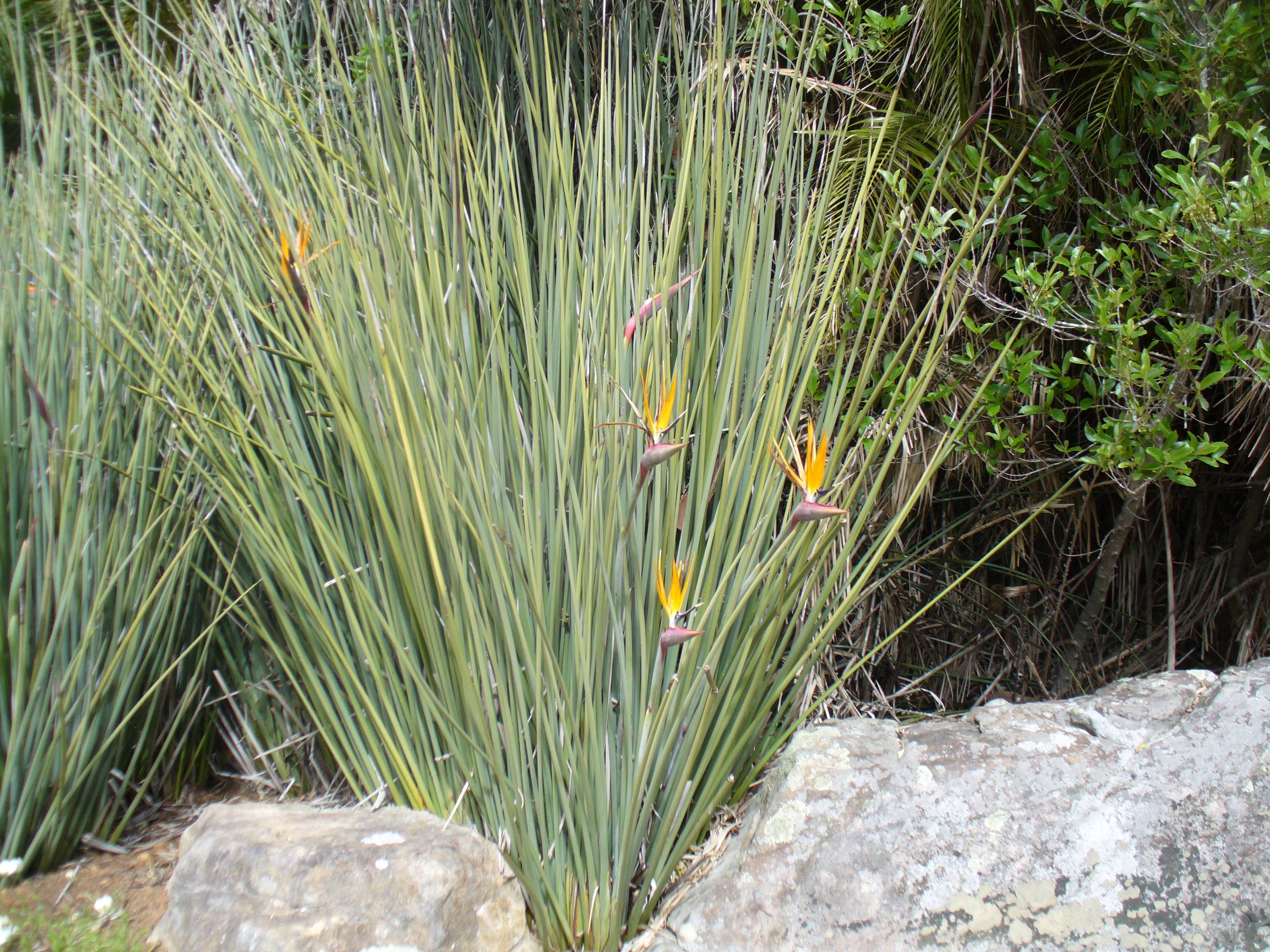
Strelitzia juncea
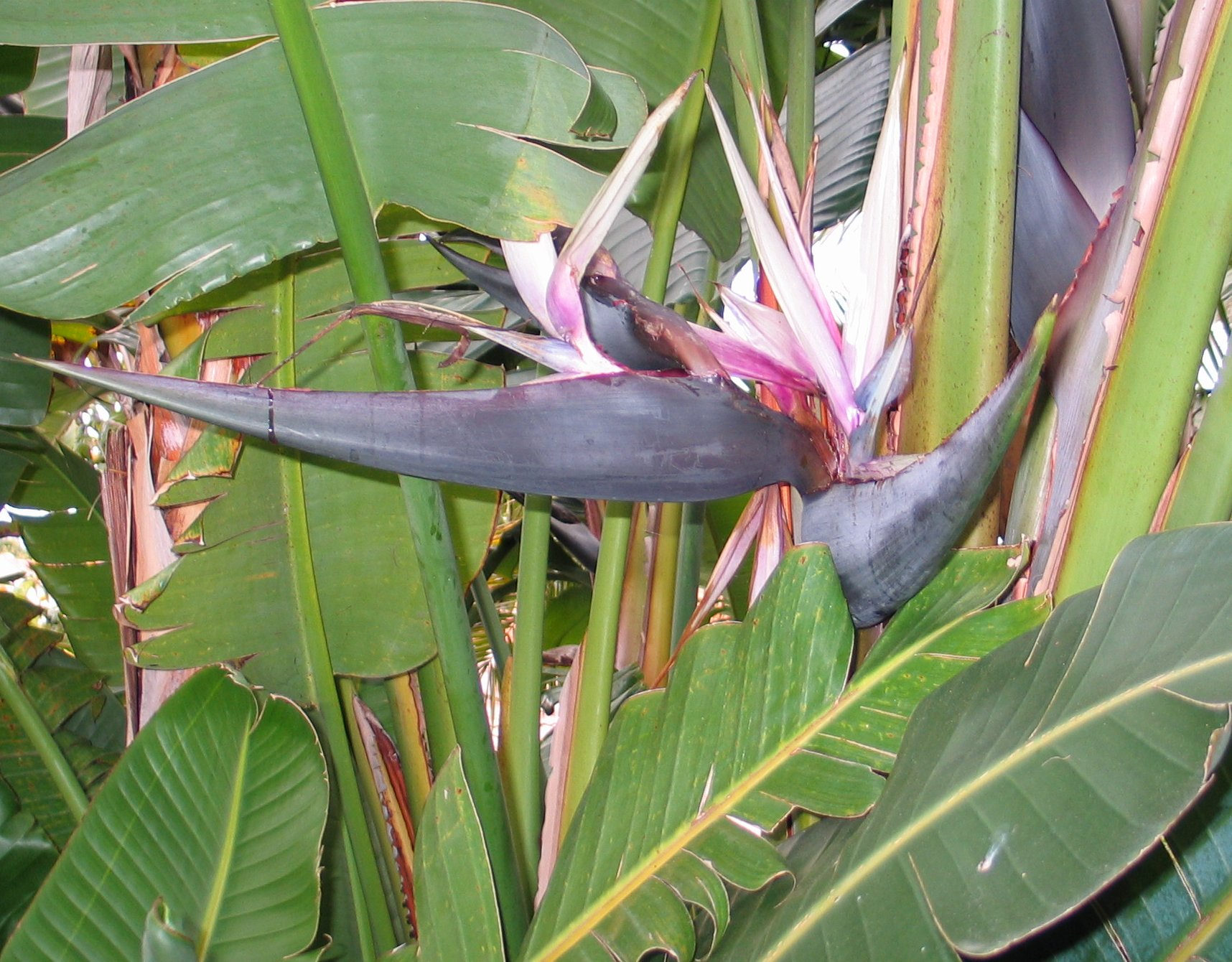
Strelitzia nicolai

## Rozšíření ve světě
Jsou známy 3 rody a asi 7 druhů, které jsou přirozeně rozšířeny v tropech Jižní Ameriky, v jižní Africe a na Madagaskaru.

## Zástupci
- ravenala (Ravenala)
- strelície (Strelitzia)[4]

## Přehled rodů
Phenakospermum,
Ravenala,
Strelitzia